# Laura Na Liu
Laura Na Liu (chinesisch 刘娜, Pinyin Liú Nà; * 1979 in Shenyang, Provinz Liaoning) ist eine chinesische Physikerin. Sie nimmt eine international führende Rolle auf dem Gebiet der Metamaterialien ein.

## Leben
Liu studierte Physik an der Jilin-Universität und der Hong Kong University of Science and Technology. Nach Abschluss ihres Studiums zog sie nach Deutschland, wo sie am 4. Physikalischen Institut der Universität Stuttgart tätig wurde und 2009 promoviert wurde. Als Post-Doktorand war sie zunächst weiter an der Universität Stuttgart tätig. 2010 erhielt sie den Hertha-Sponer-Preis der Deutschen Physikalischen Gesellschaft „für wegweisende Beiträge zur Charakterisierung und Herstellung dreidimensionaler Metall-Nanostrukturen“. Anschließend ging sie für ein Jahr in die Vereinigten Staaten und setzte ihre Forschungen als Post-Doktorand an der University of California, Berkeley fort. Seit 2011 ist sie Visiting Professor an der Rice University in Houston, Texas. Seit August 2012 ist sie am Max-Planck-Institut für Intelligente Systeme tätig. Im Juli 2020 übernahm sie die Leitung des 2. Physikalischen Instituts an der Universität Stuttgart.
Liu Na ist verheiratet. Ihr Ehemann, ebenfalls Physiker, folgte ihr nach einem Jahr nach Deutschland. Er arbeitet an der École polytechnique fédérale de Lausanne.

## Auszeichnungen
- 2008: Chinese Government Award for Outstanding Students Abroad
- 2010: Dissertationspreis der Freunde der Universität Stuttgart
- 2010: Hertha-Sponer-Preis
- 2011: Best Paper Award der 5th International Conference on Surface Plasmon Photonics
- 2011: Nanowissenschaftspreis AGeNT-D
- 2012: Sofja Kovalevskaja-Preis
- 2013–2015: Kollegiatin des Schiemann-Kollegs
- 2014: Heinz-Maier-Leibnitz-Preis[4]
- 2018: Rudolf-Kaiser-Preis
- 2019: Adolph Lomb Medal